# Нязь
Нязь — река в России, протекает по Якшур-Бодьинскому и Игринскому районам Удмуртии. Устье реки находится в 76 км по правому берегу реки Лоза. Длина реки составляет 42 км, площадь бассейна 313 км².
В 21 км от устья принимает слева реку Тылой.

## Течение
Исток реки находится в 5 км к северу от центра села Якшур-Бодья. Верхнее течение проходит по Якшур-Бодьинскому району, нижнее по Игринскому. В верхнем течении генеральное направление течения — северо-восток, после перетекания в Игринский район река поворачивает на север и северо-запад. Русло сильно извилистое. Протекает село Чутырь; деревни Патраки, Сямпи, Пазяли, Верх-Нязь, Ляльшур, Нязь-Ворцы. В деревне Патраки на реке плотина и запруда. Нязь впадает в Лозу в 3 км к северо-востоку от села Кушья. Ширина реки у устья около 20 метров, скорость течения 0,2 м/с.
Крупнейший приток Тылой впадает в Нязь у деревни Верх-Нязь. Прочие притоки — Мозгинка, Пустошур, Сямпинка (правые); Итчинка, Кизядзинка (левые).

## Данные водного реестра
По данным государственного водного реестра России относится к Камскому бассейновому округу, водохозяйственный участок реки — Чепца от истока до устья, речной подбассейн реки Вятка. Речной бассейн реки — Кама.
Код объекта в государственном водном реестре — 10010300112111100032646.